# Ensoleillement

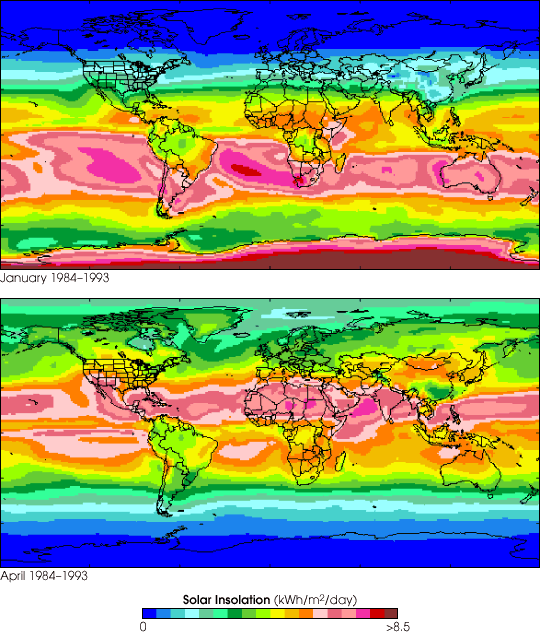
Carte mondiale de l'ensoleillement.

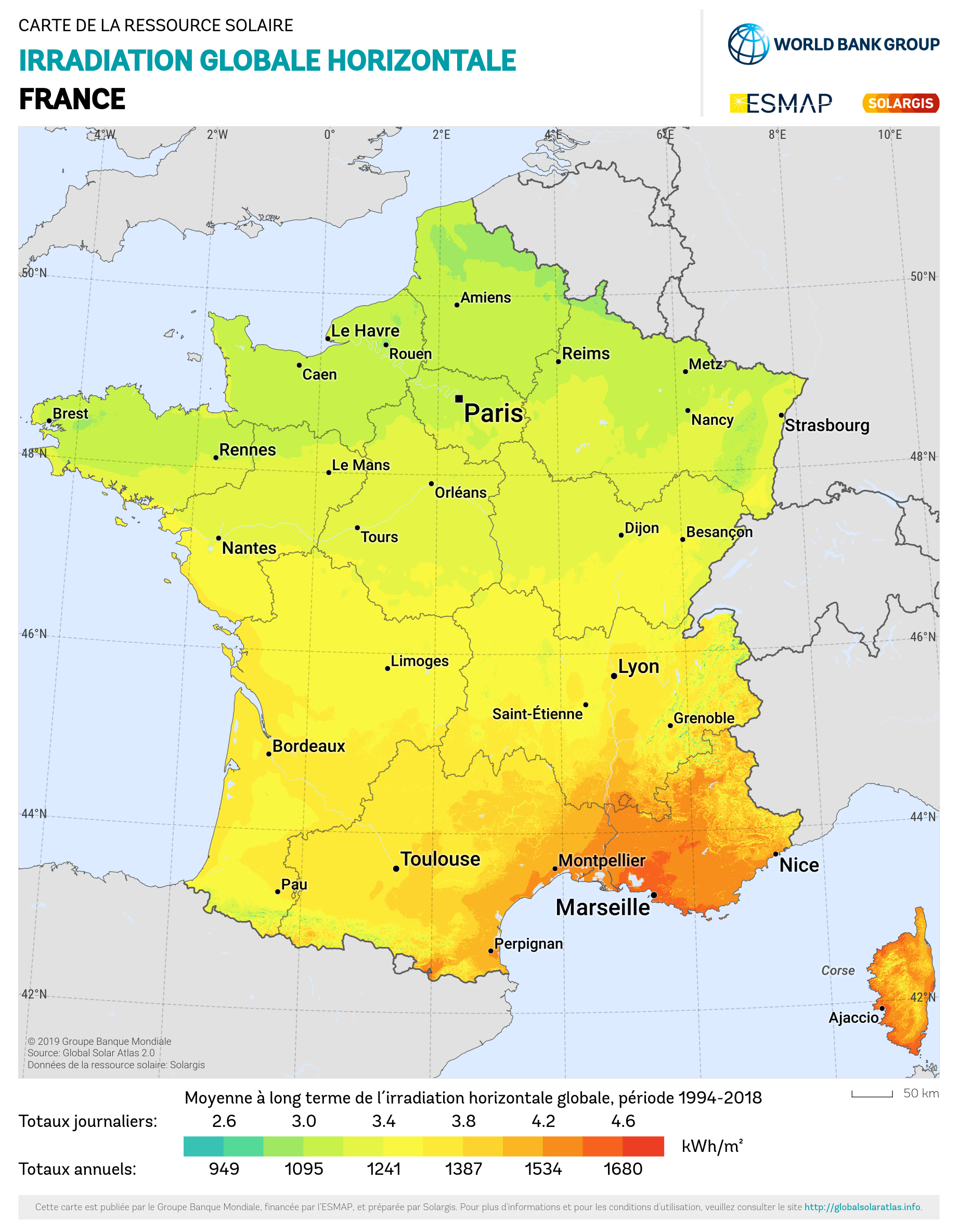
Rayonnement solaire en France.

L’ensoleillement, aussi appelé insolation, est la mesure du rayonnement solaire que reçoit une surface au cours d'une période donnée, s'exprimant en mégajoules par mètre carré, MJ/m2 (comme recommandé par l'Organisation météorologique mondiale) ou en watts-heures par mètre carré, Wh/m2 (surtout par l'industrie solaire). Cette mesure divisée par le temps d'enregistrement fournit la mesure de densité de puissance, appelée l'éclairement énergétique/irradiance, exprimé en watts par mètre carré (W/m2).

## Concept météorologique
En météorologie, on considère que le temps est ensoleillé lorsque les objets, bâtiments, corps, etc. produisent nettement des ombres portées. Plus rigoureusement, il ne faut pas confondre l'ensoleillement avec la durée d'ensoleillement qui correspond au temps pendant lequel le Soleil brille sur un lieu ainsi que sur une période donnée. La durée d'ensoleillement s'exprime souvent en heures/an ou encore en heures/mois voire en heures/jour. L'instrument qui permet de mesurer la durée d'ensoleillement s'appelle un héliographe. 
D'autre part, il y a insolation si l'éclairement direct reçu par une surface est supérieur ou égal à 120 watts par mètre carré. En un lieu, cela est soumis à de nombreux paramètres : coordonnées géographiques (heures de lever et de coucher du soleil), topographiques (ombrage du relief lointain), météorologiques (nuages, brouillard), naturels (végétation, faune) ou encore humains (bâtiments, passage de véhicules...). La fraction d'insolation possible est ainsi le rapport de la durée effective d'insolation à la durée géographique ou topographique possible d'insolation en un lieu ou le rapport de la durée effective d'insolation à la durée astronomique possible d'insolation.

## Conséquences
Les estimations climatologiques de l’ensoleillement sont importantes en agrométéorologie ou pour la mise en œuvre de production d’énergie solaire (thermique ou photovoltaïque) ; elles jouent également un rôle notable pour l’appréciation de l’attrait touristique d’une région.
On estime également qu’un ensoleillement trop faible pourrait être un des facteurs de la « dépression saisonnière » qui touche certaines personnes en automne et en hiver.